# Kambam
Kambam è una suddivisione dell'India, classificata come municipality, di 58.713 abitanti, situata nel distretto di Theni, nello stato federato del Tamil Nadu. In base al numero di abitanti la città rientra nella classe II (da 50.000 a 99.999 persone).

## Geografia fisica
La città è situata a 9° 43' 60 N e 77° 17' 60 E e ha un'altitudine di 390 m s.l.m..

## Società

### Evoluzione demografica
Al censimento del 2001 la popolazione di Kambam assommava a 58.713 persone, delle quali 29.441 maschi e 29.272 femmine. I bambini di età inferiore o uguale ai sei anni assommavano a 6.626, dei quali 3.524 maschi e 3.102 femmine. Infine, coloro che erano in grado di saper almeno leggere e scrivere erano 40.035, dei quali 22.213 maschi e 17.822 femmine.